# Нечаев, Виктор Валерьевич
Виктор Валерьевич Нечаев (родился 22 февраля 1972 в Москве) — российский регбист и регбийный тренер, тренер клуба «Олимп» и ДЮСШ «Локомотив».

## Биография
В прошлом — игрок регбийного клуба «Слава», в составе которого получил звание мастера спорта, позже перешёл в регби-13, начав карьеру за клуб «Московские маги». Обладатель девяти титулов чемпиона России по регбилиг в составе московского «Локомотива». Окончил Государственный центральный институт физической культуры ордена Ленина. В составе сборной России по регбилиг участник чемпионата мира 2000 года.